# Sphenacodontoidea
Die Sphenacodontoidea sind ein Taxon im Rang einer Überfamilie innerhalb der Synapsiden, welches die Sphenacodontidae, eine Gruppe der paraphyletischen Pelycosauria, und die Therapsiden, inklusive der Säugetiere, umfasst. Über die Gültigkeit des Taxons als monophyletische Gruppe herrscht in Fachkreisen kein allgemeiner Konsens.

## Definition
Das Taxon wurde 1992 durch Robert Reisz, David S. Berman und Diane Scott eingeführt und ursprünglich definiert als „Sphenacodontidae, Therapsiden und alle Synapsiden, die mit diesen einen jüngeren gemeinsamen Vorfahren aufweisen als mit Haptodus“ (stammbasiertes Taxon). 2015 modifizierten Frederik Spindler, Scott und Reisz die Definition und bezeichneten die Sphenacodontoidea mit „der jüngste gemeinsame Vorfahre von Sphenacodon ferox und Homo sapiens (und alle seine Nachfahren)“ als knotenbasiertes Taxon.

## Merkmale
Reisz et al. listeten 1992 in ihre Definition der Sphenacodontoidea insgesamt 27 Synapomorphien der Sphenacodontidae und Therapsida, die deren Schwestergruppenverhältnis belegen. Zu den wesentlichsten dieser gemeinsamen Merkmalen gehören unter anderem:
- Jene Bereiche des Stirnbeins (Os frontale), die einen Teil der Umrahmung der Augenhöhlen (Orbitae) formen, bilden breite, lateral deutlich ausgedehnte Fortsätze. Bei anderen, urtümlicheren Synapsiden sind solche Fortsätze nur schwach ausgebildet oder fehlen ganz.[1]
- Im Vergleich zu den übrigen, urtümlicheren Synapsiden ist das Tränenbein (Os lacrimale) anterior stark verkürzt. Es hat keinen Anteil mehr an der Bildung der externen Nasenöffnung; stattdessen stehen in diesem Bereich Nasenbein (Os nasale) und Oberkieferknochen (Maxilla) in direktem Kontakt zueinander.[1]
- Im Gegensatz zu anderen Vertretern der Synapsida ist das Pflugscharbein (Vomer) unbezahnt.[1] Spätere Funde weisen allerdings darauf hin, dass dieses Merkmal vermutlich keine eindeutige Autapomorphie der Sphenacodontoidea darstellt. So zeigt zum Beispiel die Gattung Biseridens, die allgemein als Vertreter der Therapsida (und damit auch der Sphenacodontoidea) gilt, im posterioren Bereich des Pflugscharbeins kleine Zähnchen.[3] Ein weiteres problematisches Taxon ist in diesem Zusammenhang die Gattung Tetraceratops (zahnloses Pflugscharbein), die ebenfalls als Vertreter der Therapsida interpretiert wurde, was von anderen Autoren jedoch, unter anderem auch wegen des langen Tränenbeins bei Tetraceratops, welches auch eine Zugehörigkeit zu den Sphenacodontoidea ausschließen würde, abgelehnt wurde.[4]

## Systematik
Reisz et al. vermuteten 1992 für den letzten gemeinsamen Vorfahren der Therapsida und der Sphenacodontidae einen mittelgroßen bis großen karnivoren Synapsiden, der mehr Ähnlichkeiten mit den Sphenacodontidae aufwies als mit dem eher kleinwüchsigen Haptodus.
Das nebenstehende Kladogramm zeigt das Ergebnis einer phylogenetischen Analyse nach Fröbisch et al. (2011). Sphenacodontidae und Therapsida bilden als Schwestergruppen die gemeinsame Klade der Sphenacodontoidea. Die Gattung Cutleria nimmt eine Position als Schwestertaxon der Sphenacodontoidea ein, während die Gattung Haptodus, der nach der Analyse durch Reisz et al. (1992) die Position als Schwestertaxon der Sphenacodontoidea zugefallen war, sich hier als Schwestertaxon aller übrigen Vertreter der Sphenacodontia, inklusive der Sphenacodontoidea, zeigt.
Die Gattungen Palaeohatteria, Pantelosaurus und Ianthodon ließen sich, im Gegensatz zu älteren Analysen, in der Analyse durch Fröbisch et al. (2011) nicht auflösen und bilden stattdessen eine Polytomie mit der Klade Cutleria + Sphenacodontoidea.
Andere Analysen werten Cutleria hingegen als zu den Sphenacodontidae gehörend und Pantelosaurus als Schwestertaxon der Sphenacodontoidea.